# 古賀友一郎
古賀 友一郎（こが ゆういちろう、1967年（昭和42年）11月2日 - ）は、日本の政治家、自治官僚。自由民主党所属の参議院議員（3期）、経済産業副大臣兼内閣府副大臣。
総務大臣政務官兼内閣府大臣政務官、参議院環境委員長、同内閣委員長、自民党政務調査会副会長、同長崎県支部連合会会長、長崎市副市長などを歴任。

## 経歴
長崎県諫早市出身。諫早市立御館山小学校、諫早市立諫早中学校、青雲高等学校卒業。1991年3月、東京大学法学部卒業。同年4月、自治省入省。
自治省行政局選挙部選挙課調査係長を務めたのち、1996年4月に和歌山市財政部長に就任。2000年7月、自治大学校教授に就任。2002年4月、岡山県総務部財政課長に就任。2008年4月、北九州市財政局長に就任。
2011年7月、長崎市副市長に就任。2013年2月、長崎市及び総務省を退職。同年3月、自由民主党長崎県参議院選挙区第二支部支部長に就任。
2013年7月に行われた第23回参議院議員通常選挙に長崎県選挙区から自民党公認で立候補し、民主党現職の大久保潔重らを破り初当選した。
2018年10月、第4次安倍改造内閣で総務政務官兼内閣府政務官に就任。
2019年7月に行われた第25回参議院議員通常選挙で国民民主党公認の白川鮎美らを破り再選。
2022年8月、参議院環境委員長に就任。同年10月、参議院内閣委員長に就任。
2024年6月22日、自民党長崎県連は翌年夏の参院選長崎県選挙区の公認候補予定選考を巡り、現職の古賀と新人で長崎県議の山下博史による党員投票の実施を決定。関係者によると、複数の支部が古賀と山下の両方とも推薦し、ほかの支部では判断が割れているという。しかし、党員投票の実施について報告を受けた党本部は「時間をかけて検討してほしい」と再協議を指示した。12月7日、県連は「1人に絞り込むための党員投票は禍根を残す例があり、挙党態勢の構築に影響する」として古賀と山下の双方を公認候補予定者として党本部に上申する方針を決めた。
2024年9月12日、自民党総裁選挙が告示され、旧岸田派からは林芳正と上川陽子の2人が立候補した。古賀は林の推薦人に名を連ねた。投票日前日の9月26日22時半頃、産経新聞は、麻生太郎が1回目の投票から高市早苗を支援するよう自派閥の議員に指示を出したとスクープした。9月27日朝、岸田文雄首相は高市が決選投票に残る可能性が高いと踏み、「決選は高市氏以外。党員票が多い方に投じてほしい」と旧岸田派のメンバーに一気に指示を下ろした。高市は1回目の議員投票で、報道各社の事前調査での30～40票を大きく上回る72票を獲得した。党員数と合わせた得票数は1位だったが、決選投票で石破茂に敗れた。古賀は1回目の投票では林に投じ、決選投票については、長崎新聞の取材に対し、投票先を公表しなかった。
同年11月、第2次石破内閣で経済産業副大臣兼内閣府副大臣に就任。
2025年2月6日、自民党本部が古賀を同年夏の参院選長崎県選挙区の公認候補とすることを決めた。
2025年7月に行われた第27回参議院議員通常選挙で国民民主党公認の深堀浩らを破り再選。

## 政策・主張
- 2014年4月に予定されていた消費税の8%への引き上げについて「予定通りに引き上げるべき」と回答している[15]。
- 2019年10月に予定されている消費税の10%への引き上げについて「法律に従い、引き上げるべきだ」と回答している[16]。
- 憲法9条を改正して自衛隊の役割や限界を明記するべきと回答[15]。
- 村山談話を見直すべきでない[15]。
- 日本の原発について、当面は必要だが将来は廃止すべきと回答[15]。
- 選択的夫婦別姓について、「法的には同姓とし、不都合な場合は通称を用いればよい」などとしている[17]。

## 所属団体・議員連盟
- 自民党たばこ議員連盟[18][19]
- 自由民主党たばこ特別委員会（幹事）[20]

## 支援団体
- 全国たばこ販売政治連盟（組織推薦候補者）[18]
- 神道政治連盟[21]

他多数

## 選挙歴
| 当落 | 選挙                     | 執行日         | 年齢 | 選挙区       | 政党       | 得票数     | 得票率 | 定数 | 得票順位 /候補者数 | 政党内比例順位 /政党当選者数 |
| ---- | ------------------------ | -------------- | ---- | ------------ | ---------- | ---------- | ------ | ---- | ------------------ | ---------------------------- |
| 当   | 第23回参議院議員通常選挙 | 2013年07月21日 | 45   | 長崎県選挙区 | 自由民主党 | 35万9805票 | 59.23% | 1    | 1/4                | /                            |
| 当   | 第25回参議院議員通常選挙 | 2019年07月21日 | 51   | 長崎県選挙区 | 自由民主党 | 25万8109票 | 51.48% | 1    | 1/3                | /                            |
| 当   | 第27回参議院議員通常選挙 | 2025年07月20日 | 57   | 長崎県選挙区 | 自由民主党 | 24万6585票 | 42.74% | 1    | 1/6                | /                            |